# Мельчевка
Мельчевка — посёлок сельского типа в Дмитровском районе Московской области, в составе сельского поселения Куликовское. Население — 525 чел. (2010). До 2006 года Мельчевка входила в состав Дядьковского сельского округа. Посёлок был основан в 1939 году при Мельчевском торфобрикетном предприятии, имеется средняя школа, амбулатория и фельдшерско-акушерский пункт.

## Расположение
Посёлок расположен на северо-западе центральной части района, примерно в 11 км к северо-западу от Дмитрова, на левом (западном) берегу канала имени Москвы, высота центра над уровнем моря 132 м. Ближайшие населённые пункты — Орево и Петраково на юге, Насадкино на северо-западе.
Ранее протекала речка Мельчевка (приток Яхромы). Сейчас речка заполняет карьеры, образованные при добыче торфа, и по мелиоративным каналам стекает в Яхрому. Вероятно, от неё посёлок и получил название.

## Население
| 2002 | 2006 | 2010 |
| ---- | ---- | ---- |
| 469  | ↗492 | ↗525 |